# Wolfgang Reindel
Wolfgang Reindel (* 1935 in Mannheim; † 9. November 2001 in Weinheim) war ein deutscher Grafikdesigner und bildender Künstler.

## Werdegang
Seine Kindheit und Jugend verbrachte Wolfgang Reindel in Marl in Westfalen. Von 1954 bis 1958 absolvierte er ein Studium an der Folkwangschule in Essen bei Max Burchartz und Werner Graeff. 1958 hatte der Künstler seine erste Ausstellung mit der frühen Werkgruppe "Klecksografien" im Graphischen Kabinett Dr. Hanna Grisebach. Gezeigt wurde Reindel von Dr. Hanna Grisebach zusammen mit Hasso Gehrmann. Er begann eine berufliche Tätigkeit als Grafikdesigner. Ab 1962 arbeitete und lebte er in einem Dorf im Odenwald bei Weinheim. Reindel beteiligte sich an der Entwicklung von Systemständen für den Messebau sowie der Planung und Realisation von Informations- und Orientierungssystemen. Entsprechend war PRIO das Kürzel der gleichnamigen Gruppe die Reindel mit Heiner Weiner und Carsten Lucas 1970 gründete und welche sich erfolgreich der Nutzanwendung von Kunst verschrieb. Überregionale Bekanntheit erlangte die Gruppe PRIO mit ihren Planungen für Bundesgartenschauen, die 1973 ihren Anfang nahmen.
Daneben verfolgte Wolfgang Reindel seine künstlerische Entwicklung und intensivierte seine Ausstellungstätigkeit. Ab 1962 fertigte Reindel "Kinetische Raster" und seit 1968 entstanden "Vibrationsfarbräume". Wolfgang Reindel erforschte und erweiterte mit seinen optischen Experimenten das gestalterische Vokabular von unterschiedlichen Geflechten. Anfangs war das von Reindel favorisierte Material feiner Maschendraht, während er sich später auf Nylongaze festlegte. Hierzu wird die vom Künstler zuvor eingefärbte Gaze entweder einzeln gewellt oder in mehreren Schichten übereinander oder in mehreren zu Zylindern geformten Rollen nebeneinander in einem Rahmen angeordnet. Bewegt sich der Betrachter vor diesen Objekten, dann entstehen Farben, Musterungen und Vibrationen, welche im Werk nicht vorhanden sind. Der wechselnde optische Eindruck dieser Kunst hängt vom jeweiligen Standpunkt des Betrachters ab. Wolfgang Reindel erreicht, dass seine Kunstwerke den Betrachter bewegen, Damit macht der Künstler bewusst, dass jede Wahrnehmung in Abhängigkeit von Zeit und Raum geschieht. Die einzelne Nylongaze ist ein Siebgewebe mit rasterförmiger Struktur. Es ist diese Struktur für welche Reindel die Bezeichnung "Rasterbilder" fand. Mit seinen "Kinetischen Rastern", "Kinetischen Objekten" und "Vibrationsfarbräumen" wurde Wolfgang Reindel zu einem Vertreter der Kinetischen Kunst in Deutschland: 1969 erwarb das Kunstmuseum Gelsenkirchen ein Werk mit dem Titel "Kinetisches Raster" von Wolfgang Reindel. Weiterhin befindet sich das Werk "Gelb bis Rot" von 1969 in der Sammlung Marli Hoppe-Ritter im Museum Ritter in Waldenbuch.
Ab 1978 begann Wolfgang Reindel seine künstlerische Auseinandersetzung mit dem Medium Fotografie zur Darstellung räumlicher und zeitlicher Dimensionen. In einem Statement zu seinen fotografischen Arbeiten sagte Wolfgang Reindel 1984: „Das Medium Fotographie gibt mir die Möglichkeit unter Verwendung der Objekte der Außenwelt mein Bild der Wirklichkeit zu beschreiben. Absicht meiner Arbeit ist die Darstellung von Objekten auf verschiedenen Ebenen von Zeit und Raum.“  Wolfgang Reindel war Mitbegründer und Dozent der Freien Kunstschule und der Freien Kunstakademie Mannheim.

## Ausstellungen (Auswahl)

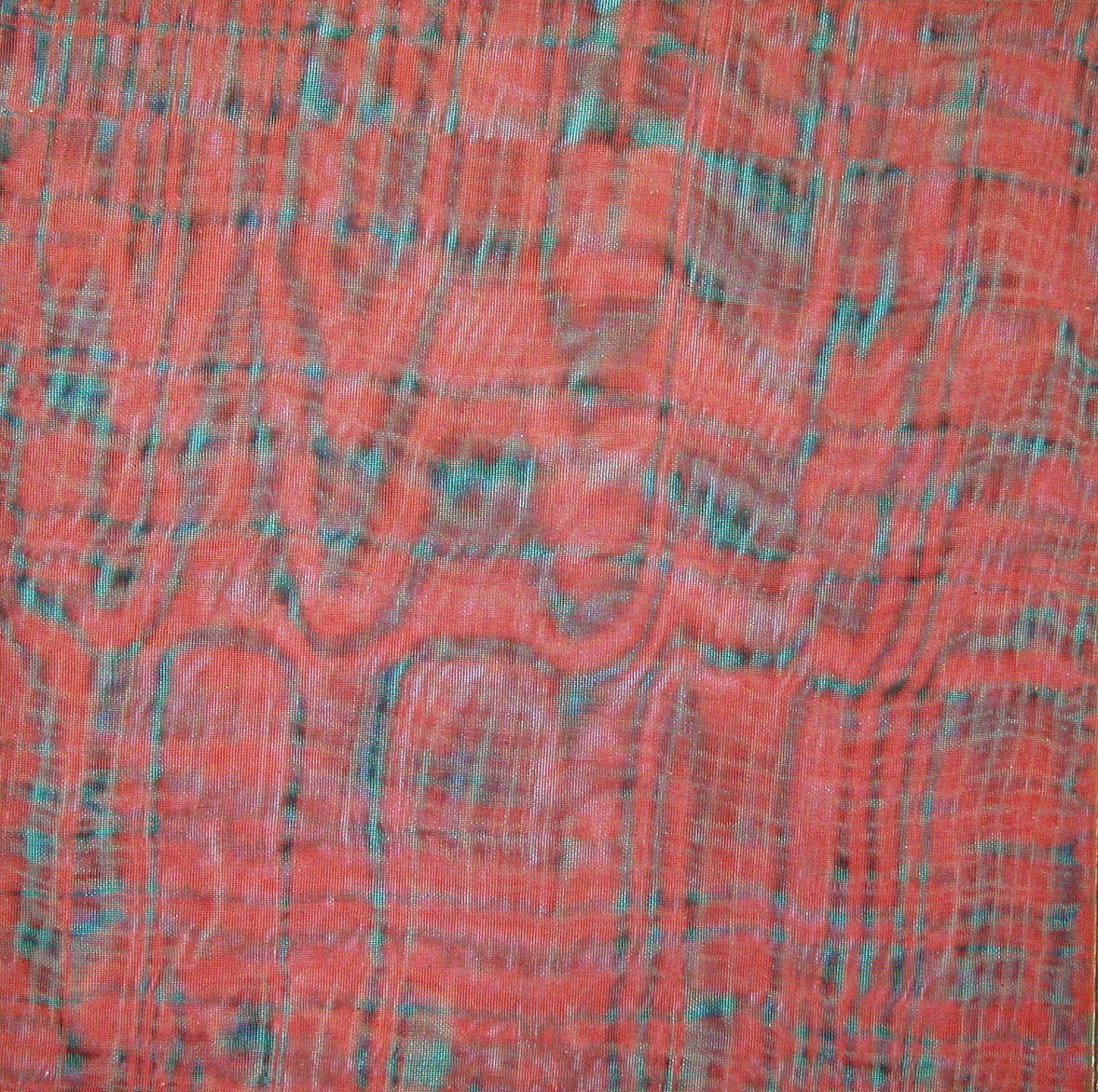
Diese Abbildung zeigt das Werk Braunrot auf Grün von Wolfgang Reindel.

### Kinetische Raster
- 1965 Galerie Dorothea Loehr Frankfurt/M. (mit Raimund Girke)[12]
- 1965 Kunsthalle Baden-Baden, Licht und Bewegung
- 1966 Düsseldorfer Kunstverein, Licht und Bewegung. Kinetische Kunst[13]
- 1966 Kunsthalle Baden-Baden, Deutscher Kunstpreis der Jugend 1966 Malerei[14]
- 1967 Kunsthalle Nürnberg, Licht – Bewegung – Farbe[15]
- 1968 Galerie Hauptstr. 1 (Atelier von Rudolf Majer-Finkes in Gelsenkirchen), Vibrationsfarbraum 1 (Einzelausstellung)[16]
- 1968 Kunsthaus Hamburg, public eye: kinetik, konstruktivismus, environments[17][18]
- 1969 Galerie Daedalus Berlin, Kinetische Raster und Film (Einzelausstellung)
- 1969 Galerie Daedalus Berlin, mini objekte bilder[19]
- 1969 an verschiedenen Orten in Heidelberg, intermedia 69 heidelberg[20]
- 1972 Studio für Moderne Kunst des Goethe-Instituts Athen, Kinetische Kunst aus Deutschland

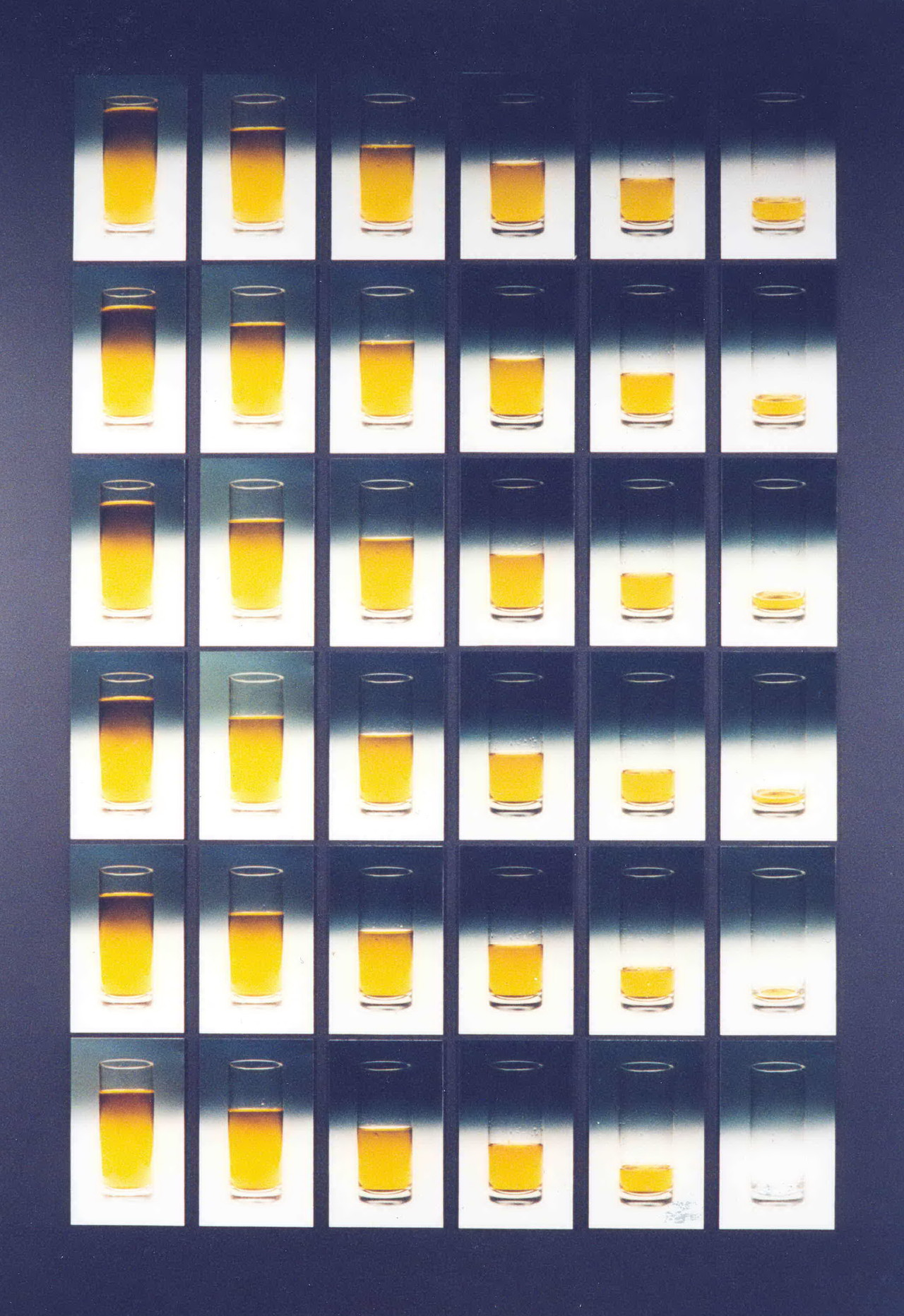
Diese Abbildung zeigt die Fotoarbeit Ein Glas und ein Kleinbildfilm von Wolfgang Reindel.

### Fotografie
- 1982 Künstlerbund Rhein-Neckar, Kunst der 80er Jahre im Rhein-Neckar-Raum
- 1985 Mannheimer Kunstverein e. V., Kunst der 80er Jahre im Rhein-Neckar-Raum – Halbzeit[21]
- 1986 BBK Mannheim, subjektiv durchs objektiv, Kunst mit Fotografie[22]
- 1987 Galerie unterm Turm Stuttgart (mit Edgar Schmandt und Peter Schnatz)
- 1988 Kulturzentrum Alte Feuerwache Mannheim, Kunst der 80er Jahre III[23]
- 1993 Galerie Baby K. Frankfurt/M., seriell – parallel
- 1994 Galerie Augenblick Mannheim, Forelle blau. Kunst mit Fotografie (Einzelausstellung)
- 1997 Fotogalerie des Kulturzentrums Alte Hauptfeuerwache Mannheim, „blow up“[24]
- 1998 Kunstförderverein Weinheim und Stadtbibliothek Weinheim, Kunst mit Photographie (Einzelausstellung)[25]
- 1998 Kunstverein Schwetzingen, Seebilder Sehbilder (Einzelausstellung)[26][27]
- 2000 Landgericht Karlsruhe, Kunst im Landgericht (mit Dieter Lahme)
- 2005 Freudenberg Stiftung Weinheim, Kinetische Raster und Fotografie (Einzelausstellung)
- 2011 Kunstverein Germersheim, Retrospektive zum zehnten Todestag des Künstlers / mit Katalog[28]